# ヒルダ・キャメロン
ヒルダ・キャメロン（Hilda May Cameron 、1912年8月14日 - 2001年4月24日）は、カナダの陸上競技選手である。彼女は、1936年に開催されたベルリンオリンピックの女子4×100メートルリレー走で銅メダルを獲得した。

## 経歴
トロントの出身。彼女はベルリンオリンピックの女子陸上競技短距離走の選手として、カナダ代表に選出された。
キャメロンは、100メートル競走と400メートルリレー走に出場した。100メートル競走では12秒7の記録で予選1組の3位となり、1次予選を通過できなかった。400メートルリレー走ではドロシー・ブルックショー、ミルドレッド・ドルソン、アイリーン・マーハーとチームを組み、第3走者を務めた。
女子400メートルリレー走は、8つの国の代表チームが出場して8月8日（予選）、8月9日（決勝）の日程で実施された。カナダ代表チームは、予選1組で48秒0の記録を出し、47秒1を出したアメリカ合衆国代表チームに続いて同組を2位で通過して決勝に挑むこととなった。
翌日の決勝では、前日に世界新記録を樹立して優勝候補に挙げられていたドイツ代表チームが、第3走者とアンカー間でのバトンパスの失敗により失格になる波乱があった。カナダ代表チームは、アメリカ合衆国代表チーム、イギリス代表チームに続いて47秒8の記録で3位となり、銅メダルを獲得した。
その他の大会では、1934年ブリティッシュ・エンパイア・ゲームズで220ヤード（約201.2メートル）走で5位、880ヤード（約804.7メートル）走で棄権という記録を残している。キャメロンは2001年、故郷のトロントで死去した。